# Römische Republik (1849)
Die Römische Republik (italienisch Repubblica Romana) von 1849 war eine knapp fünf Monate bestehende demokratische Republik im bis dahin und danach wieder (bis 1870) bestehenden Kirchenstaat. Sie entstand nach der Flucht von Papst Pius IX. als Ergebnis der revolutionären Erhebungen seit 1848 in Rom. Am 9. Februar 1849 wurde sie von Anhängern Giuseppe Mazzinis, eines bedeutenden radikaldemokratischen Revolutionärs der italienischen Einigungsbewegung (Risorgimento), offiziell proklamiert. Nach der seit April erfolgenden militärischen Intervention durch französische und spanische Truppen wurde sie bis zum 3. Juli 1849 niedergeschlagen und die politische Herrschaft der römisch-katholischen Kirche wiederhergestellt.

## Vorgeschichte

Italien nach dem Wiener Kongress (1815):
Kirchenstaat
Königreich Sardinien mit Piemont und Savoyen
Königreich Lombardo-Venetien
Königreich beider Sizilien
Großherzogtum Toskana
Herzogtum Parma
Herzogtum Modena
Herzogtum Lucca

Die italienische Einigungsbewegung hatte bereits seit den 1830er Jahren die Forderung nach der weltlichen Herrschaft über Rom vertreten. Rom wurde von den demokratischen Nationalrevolutionären (democratici) ebenso wie von den bürgerlichen liberalkonservativen Vertretern einer gesamtitalienischen konstitutionellen Monarchie (moderati) als die natürliche Hauptstadt Italiens angesehen.
1848 war es in nahezu allen italienischen Staaten und Fürstentümern zu revolutionären Erhebungen gekommen, die mit den bürgerlich-liberalen Revolutionen in fast ganz Mitteleuropa einhergingen.
Die Unruhen und Aufstände in den Regionen der Apenninen-Halbinsel, so auch in Rom, standen wesentlich im Zeichen der italienischen Einigungsbestrebungen des Risorgimento (= Wiedererstehung), die seit dem Wiener Kongress von 1815 bis zum Revolutionsjahr 1848/49 demokratisch dominiert waren. Zum einen richteten sie sich gegen die reaktionäre Politik der Restauration, vor allem in den von den österreichischen Habsburgern beherrschten Fürstentümern Mittel- und Oberitaliens und im von den spanischen Bourbonen regierten Königreich beider Sizilien. Zum anderen setzten sie sich für die Errichtung eines unabhängigen Nationalstaates Italien ein.
Im Kirchenstaat, dessen Territorium sich zu der Zeit zwischen Rom und Bologna von Latium im Südwesten an der Tyrrhenischen Mittelmeerküste über Umbrien, die Marken bis zur Romagna im Nordosten an der adriatischen Küste über einen wesentlichen Teil Mittelitaliens erstreckte, hatte Papst Pius IX. zu Beginn seines Pontifikats im Jahr 1846 die Zeichen der Zeit erkannt und damit begonnen, liberale Reformen einzuführen. Er bildete einen Staatsrat, gründete eine Bürgerwehr, erließ eine Amnestie für politische Gefangene und schlug eine Zollunion der italienischen Staaten vor. Diese Reformen gingen den Nationalrevolutionären aber nicht weit genug. Sie forderten eine Parlamentarisierung und grundlegende Demokratisierung des Kirchenstaats.

## Von der Revolution bis zur Niederschlagung der Republik

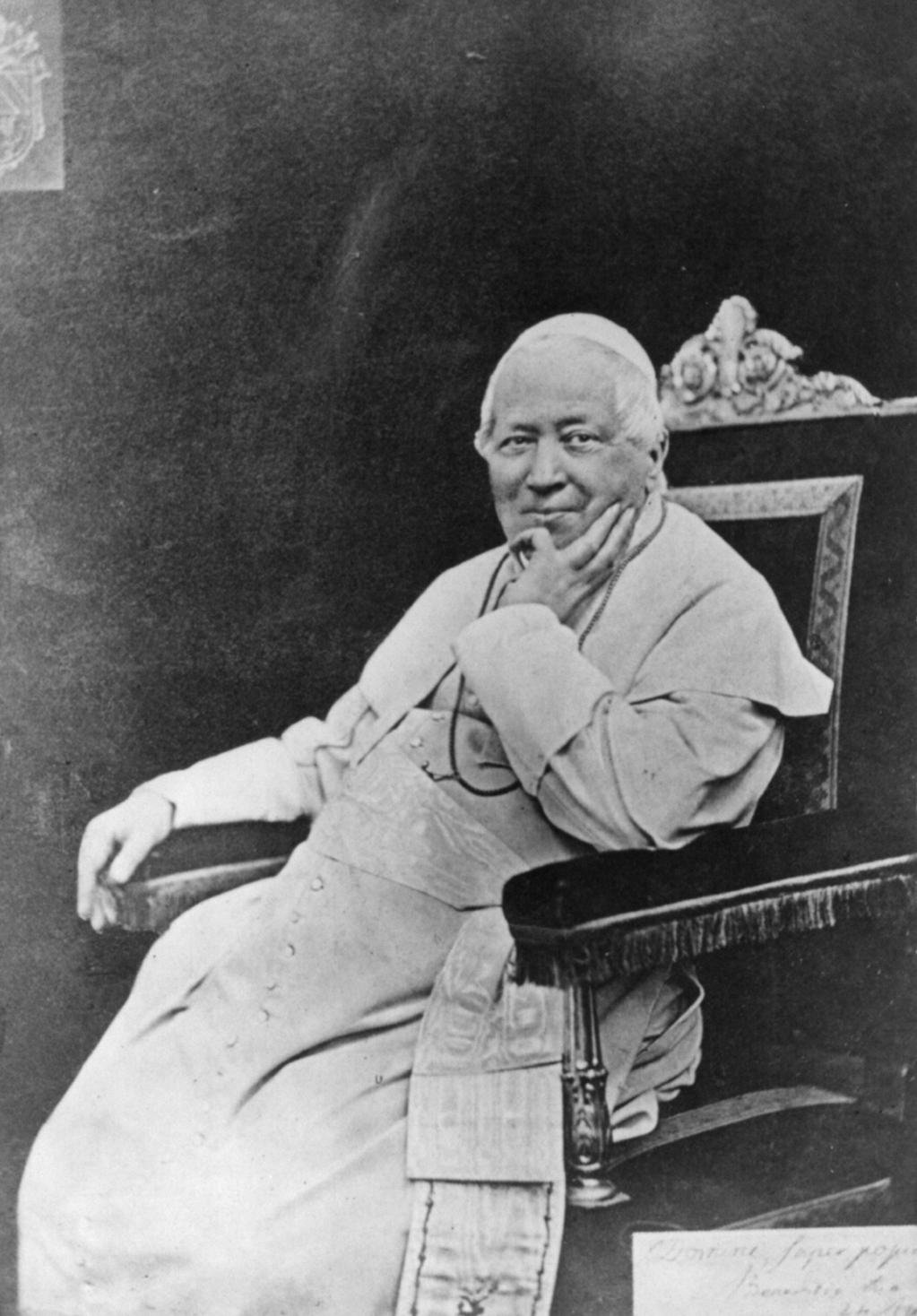
Papst Pius IX.

Ab Mitte 1848 nahmen die revolutionären Unruhen, die schon im Januar in anderen italienischen Staaten und Regionen wie etwa in Sizilien und in einigen norditalienischen Städten wie Mailand, Brescia und Padua ihren Anfang genommen hatten, auch in Rom zu. Nachdem es am 15. November des Jahres zum politisch motivierten Mord am Ministerpräsidenten des Kirchenstaates, Pellegrino Rossi, gekommen war, flüchtete der Papst in der Nacht vom 23. auf den 24. November aus der Stadt. Er setzte sich nach Gaeta an der Küste Neapel-Siziliens ab und ernannte den ersten Staatssekretär, Kardinal Giacomo Antonelli, zu seinem Statthalter in Rom. Dieser versuchte vergeblich, die Politik von Pius IX. gegen die sich rapide anbahnenden radikalen Veränderungen durchzusetzen.
Gegen seine Bestrebungen wurde die Gründung der Republik in Rom organisiert. Eine vorläufige Regierungsjunta schrieb für den 21. Januar 1849 allgemeine Wahlen für eine verfassunggebende Versammlung aus, für die alle männlichen Bürger des Kirchenstaats ab dem Alter von 21 Jahren wahlberechtigt waren. Kardinal Antonelli forderte angesichts seiner erfolglosen Bemühungen, die Autorität der Kirche zu erhalten, am 4. Januar 1849 die europäischen Mächte zur Intervention im Kirchenstaat auf, um die Revolution niederzuschlagen, bevor er dem Papst ins Exil nach Gaeta folgte.

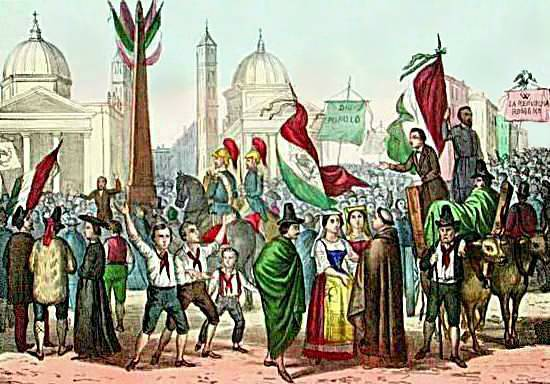
Volksfest bei der Proklamation der römischen Republik von 1849 in Rom

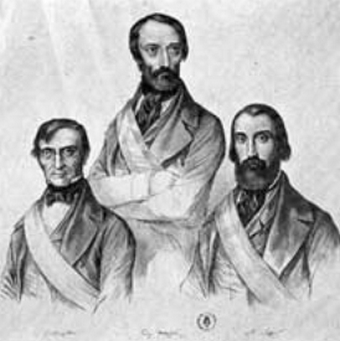
Das Triumvirat der Römischen Republik, bestehend aus Carlo Armellini, Giuseppe Mazzini und Aurelio Saffi (von links nach rechts)

Nach der Wahl zur konstituierenden Versammlung, bei der die Radikaldemokraten die Mehrheit erreichten, trat am 5. Februar 1849 die verfassunggebende Versammlung zusammen, als deren Ergebnis am 9. Februar die römischen Revolutionäre unter dem aus Genua stammenden Giuseppe Mazzini die Republik im Kirchenstaat ausriefen. Diese Republik gab sich bis März 1849 die bis dahin fortschrittlichste Verfassung aller italienischen Staaten, wenngleich sie aufgrund der wenig später erfolgenden Niederschlagung der Revolution nie formell in Kraft trat. Beispielsweise sah die Verfassung neben der Einführung der uneingeschränkten Religionsfreiheit die Abschaffung der Todesstrafe für Kapitalverbrechen vor.
Mazzini gehörte wie Carlo Armellini und Aurelio Saffi zum Triumvirat (=Dreimännerherrschaft), das die Republik in den folgenden Monaten führte. Die wichtigsten Beschlüsse der republikanischen Regierung waren eine grundlegende Reform des Bildungswesens und eine Landrechtsreform, die den landwirtschaftlichen Grundbesitz im Kirchenstaat zugunsten der von den Großgrundbesitzern abhängigen Kleinbauern umverteilen sollte.
Noch im Februar 1849 wurde zur Propagierung der republikanischen Idee die jakobinische Symbolik der französischen Revolution von 1789 aufgenommen und durch Aktionen wie die Errichtung von Freiheitsbäumen und die Organisation von Festen für die Armen – auch und vor allem in den ländlichen Regionen – in der Bevölkerung verbreitet. Dabei wurden beispielsweise durch die Verwendung weiblicher Allegorien wie etwa einer Göttin Italia als Personifizierung des angestrebten italienischen Nationalstaats zum einen demokratische und nationale bzw. patriotische Tugenden in den Vordergrund gestellt, und zum anderen das Ende der weltlichen Macht des Papsttums zu untermauern versucht. Dies wurde auch durch das römische Parlament als Ende jeglicher theokratischen Hypothesen offiziell verkündet.
Im März 1849 erklärte die Römische Republik ihren Zusammenschluss mit der toskanischen Republik. Zuvor hatten demokratische Revolutionäre im angrenzenden Fürstentum den dortigen habsburgischen Großherzog Leopold II. gestürzt und eine – allerdings nur kurzlebige – Republik Toskana ausgerufen. Dieser Umsturz mündete in ein neuerliches militärisches Eingreifen österreichischer Truppen gegen die norditalienischen Unabhängigkeitsbestrebungen. Dies führte innerhalb eines Jahres zum zweiten Krieg Österreichs gegen die konstitutionelle Monarchie Sardinien-Piemont, die sich schon zu Beginn der Erhebungen in Norditalien auf die Seite der Revolutionäre in der Lombardei gestellt hatte (siehe Erster Italienischer Unabhängigkeitskrieg). Mit der Parteinahme des sardisch-piemontesischen Königshauses für eine nationalstaatliche italienische Einigung begann der Prozess, der das Land im Nordwesten der Apenninen-Halbinsel trotz seiner militärischen Niederlagen von 1848/49 zur bestimmenden staatlichen Macht des Risorgimento werden ließ.
Bereits am 23. März 1849 unterlagen die königlich piemontesische Armee und die republikanischen Freischärlereinheiten in der Schlacht bei Novara, was für die bis dahin demokratisch dominierte Einigungsbewegung eine entscheidende und nachhaltige Niederlage bedeutete. Die österreichischen Truppen erlangten auch bald in der Region um Bologna, also im Norden des Kirchenstaats, der Romagna, die Kontrolle über die republikanischen Rebellen und leiteten dort die Konterrevolution ein.
In Rom folgte im April 1849 die Intervention von Truppen der französischen Republik und der spanischen Monarchie gegen die junge Repubblica Romana mit dem Ziel, die Herrschaft des Papstes wiederherzustellen. Revolutionäre Einheiten unter der Führung Giuseppe Garibaldis und Antonio Arcionis konnten die Interventionsarmee zunächst zurückschlagen, woraufhin Rom etwa einen Monat lang belagert wurde. Am 30. Juni 1849 kapitulierten die Vertreter der Republik schließlich vor der französisch-spanischen Übermacht. Gründe dafür waren unter anderem die durch die Belagerung bedingte schlechte Versorgungslage sowie die fehlende Unterstützung von außen, denn potenziell unterstützende Truppen aus den norditalienischen Staaten waren nach ihrer Niederlage gegen Österreich im Unabhängigkeitskrieg militärisch zerschlagen. Mazzini und Saffi flohen kurz darauf über die Schweiz nach England ins vorläufige Exil, Garibaldi nach New York/USA. Am 3. Juli 1849 wurde die römische Revolution endgültig von den Interventionstruppen niedergeschlagen. Dies führte teilweise in Frankreich selbst, etwa in Lyon, zu Protesten der Bevölkerung. Mit der Februarrevolution von 1848 war dort ebenfalls eine neue, die zweite französische Republik, konstituiert worden.
Nach der Zerschlagung der Römischen Republik übernahm ein Exekutivkomitee aus Kardinälen die Macht im Kirchenstaat. Erst 1850 kehrte der Papst zurück. Teilweise machte er seine ursprünglich liberalen Reformen wieder rückgängig und etablierte polizeistaatliche Verhältnisse in Rom. Französische Truppen blieben bis 1870 als Schutzmacht im Kirchenstaat stationiert. Zum Dank für den Anteil Spaniens an der Intervention stiftete der Papst einen speziellen Feiertag zu Ehren des Heiligen Blutes Jesu (Santísima Sangre), welcher z. B. im spanischen Dénia noch immer alljährlich Anfang Juli begangen wird.

## Nachfolgende Entwicklung im gesamtitalienischen Kontext
Außer der Römischen Republik wurden auch alle weiteren revolutionären Erhebungen der Jahre 1848/49 in den italienischen Fürstentümern vor allem von österreichischen Truppen niedergeschlagen; zuletzt am 23. August 1849 die Repubblica di San Marco in Venedig unter deren Anführer Daniele Manin. Damit hatte die demokratische Bewegung eine nachhaltige Niederlage erlitten. Ab 1849 entwickelte sich das Königreich Sardinien-Piemont unter König Viktor Emanuel II. und seinem Ministerpräsidenten Camillo Benso von Cavour – nun unter eher liberalkonservativen Vorzeichen – zur führenden Macht des Risorgimento. Insbesondere aufgrund von Cavours diplomatischem Geschick und militärischer Strategie konnte ein italienischer Nationalstaat im Bündnis mit Napoléon III., der sich in Frankreich 1852 zum französischen Kaiser hatte ausrufen lassen, nach dem Sardinischen Krieg gegen Österreich bis 1861 durchgesetzt werden.

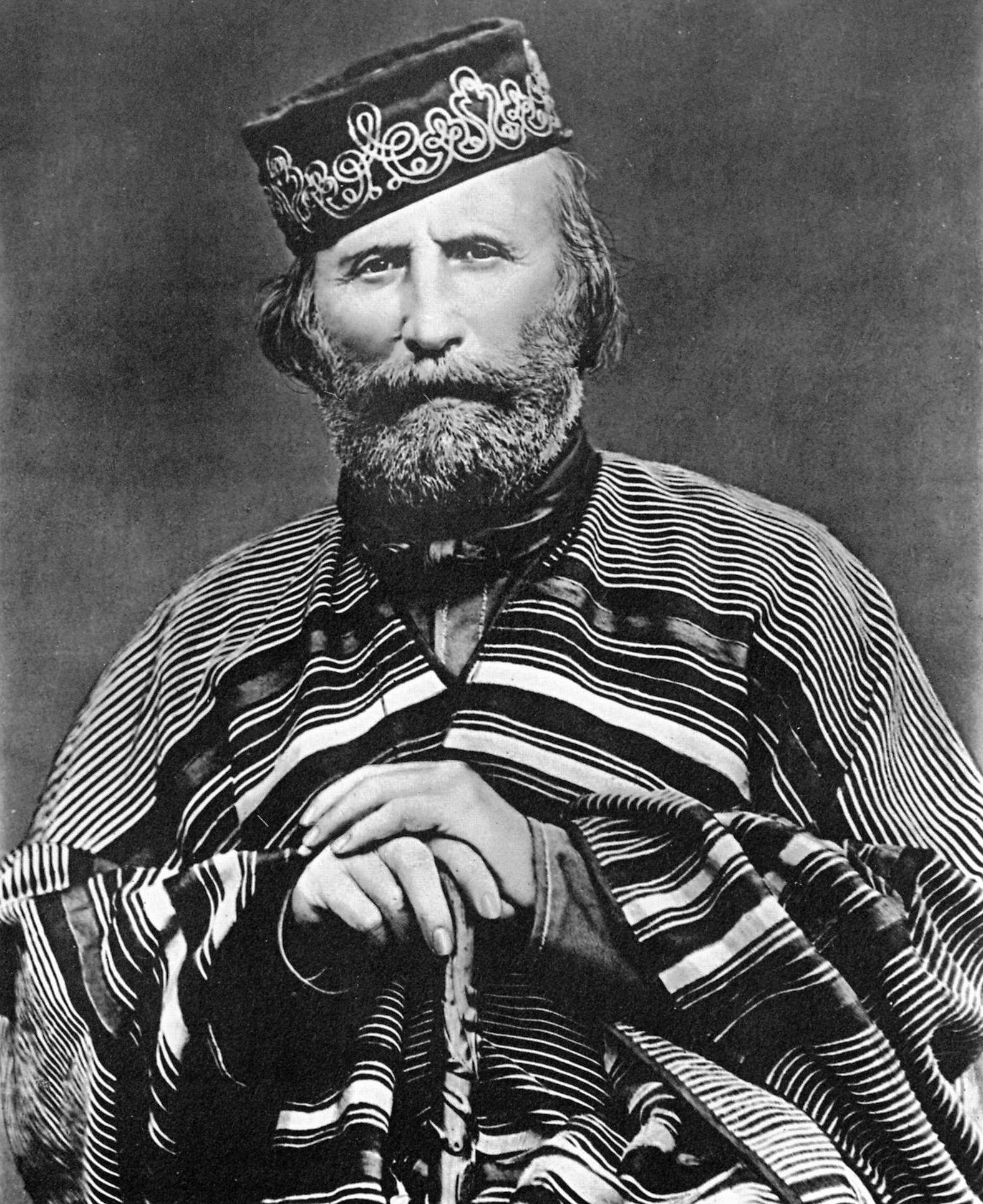
Giuseppe Garibaldi 1866

Im Gefolge dieses Krieges gerieten durch neuerliche Aufstände gegen die österreichische Schutzmacht im Norden des Kirchenstaates – etwa in der Romagna – und durch militärische Eroberungen der piemontesischen Armee die Marken und Umbrien unter den Einfluss Sardinien-Piemonts. Derweil waren Freischärlereinheiten unter Führung Garibaldis (der 1854 aus den USA nach Italien zurückgekehrt war) von Süden her, wo sie das Königreich beider Sizilien von der Herrschaft der spanischen Bourbonen unter dessen letztem König Franz II. befreit hatten (vgl. Garibaldis „Zug der Tausend“), auf dem Vormarsch Richtung Kirchenstaat. Dessen endgültige Eroberung durch Garibaldis Truppen wurde durch Sardinien-Piemont verhindert, um ein neuerliches militärisches Eingreifen Frankreichs zugunsten des Papstes zu umgehen. Nach diesen Feldzügen sprachen sich die Bevölkerungen der eingenommenen Gebiete in Plebisziten mehrheitlich für den Anschluss an Sardinien-Piemont aus. Garibaldi trat darauf von seinem republikanischen Machtanspruch im Süden zurück. Am 17. März 1861 kam es zur Proklamation des nunmehr geeinten italienischen Staates als konstitutionelle Monarchie, die den noch verbliebenen Restkirchenstaat, Latium mit Rom, umschloss.
Garibaldi unternahm mit einigen Freischaren in den Folgejahren noch zwei Versuche, diesen Restkirchenstaat einzunehmen. Nach einem gescheiterten Anlauf im Jahr 1862 wiederholte er im Oktober 1867 seinen Angriff gegen Rom. Seine Einheiten wurden jedoch am 3. November 1867 von französischen und päpstlichen Truppen besiegt.
Als Napoléon III. seine Schutztruppen infolge des Beginns des preußisch-französischen Krieges 1870 aus Rom abzog, kam dies dem jungen italienischen Staat gelegen. Italienische Militäreinheiten eroberten am 20. September 1870 Rom und integrierten nach einer neuerlichen Volksbefragung den Restkirchenstaat im italienischen Königreich. Rom wurde wenig später zur neuen italienischen Hauptstadt proklamiert. Der Konflikt um den staatsrechtlichen Status des Vatikans bzw. des Machtzentrums der Katholischen Kirche in Rom blieb lange ungeklärt. Erst 1929 wurde diese sogenannte „Römische Frage“ mit den Lateranverträgen beigelegt. Rom wurde dabei vom „Heiligen Stuhl“ als Hauptstadt Italiens anerkannt, von der italienischen Regierung wurde dem Vatikan als Vatikanstadt die politische Unabhängigkeit und volle staatliche Souveränität garantiert.